# Tyto alba detorta
Tyto alba detorta (лат.) — хищная птица семейства сипуховых, обитающая на территории островов Кабо-Верде.

## Описание

### Внешний вид
Средняя длина птиц — 35 см.
Тёмная сова средних размеров из рода Tyto без «ушек»-пучков. Весовых и цветовых различий между самцами и самками зафиксировано не было.
Лицевой венчик светлого жёлто-коричневого цвета, с темно-карими глазами и клювом цвета слоновой кости. У совы серо-бурый верх с большими белыми, обведенными чёрным, точками; верхняя часть крыльев грязного коричнево-золотого оттенка без светло-серой вуали, поверхность крыла испещрена редкими пятнышками. Низ блекло-жёлтый с тёмными стреловидными пятнами; живот и длинные ноги цвета буйволовой кожи, ближе к пальцам переходящего в серо-коричневый; когти чёрно-коричневые.

### Голос
Не отличается от голоса Обыкновенной сипухи.

### Отличия от других подвидов и видов
Единственный представитель рода Tyto на островах Зелёного Мыса. Африканский подвид T. a. affinis крупнее, с белым лицевым диском и с серой вуалью на верхней части тела. Сипуха Сан-Томе похожа на Tyto alba detorta по окрасу, однако меньше размерами и изолирована географически.

## Распространение

### Ареал
Эндемик Кабо-Верде (острова Сан Висенте и Сантьягу). Ограниченные территорией архипелага, эти совы, скорее всего, находятся под угрозой из-за охоты за ними людей и уничтожения мест обитания.

### Места обитания
Любит селиться на открытых и полуоткрытых местностях; подвид также обнаружен на мелких островках и в глубоких каньонах с отвесными стенами и пещерами. Кроме того сова была замечена вблизи человеческих жилищ и заброшенных домов.

## Систематика
На данный момент рассматривается как подвид T.alba. Таксономия неопределенна; необходимы молекулярно-генетические исследования, на основании которых подвид сипухи Tyto alba detorta может быть выделен в самостоятельный вид Tyto detorta.

## Питание
Питается мелкими крысами, мышами, гекконами и колониальными птицами, например буревестниками, иногда прибавляя к рациону насекомых и пауков.